# (85200) Johnhault
(85200) Johnhault est un astéroïde de la ceinture principale.

## Description
(85200) Johnhault est un astéroïde de la ceinture principale. Il fut découvert le 6 octobre 1991 à l'Observatoire Palomar par Andrew Lowe. Il présente une orbite caractérisée par un demi-grand axe de 2,56 UA, une excentricité de 0,18 et une inclinaison de 5,3° par rapport à l'écliptique.

## Compléments